# فولكس فاغن بيتل (أي 5)
تمتلك بيتيل 2014 التي تعمل بنظام دفع أمامي محركاً رباعي الاسطوانات سعة 2.0 لتر يولد قوة 210 حصان و 280 نيوتن/متر من عزم الدوران، لتتسارع السيارة الصغيرة من 0 إلى 100 كم/س في 7.3 ثانية وتبلغ سرعتها القصوى 227 كم/س.
يمكن اختيار فولكس فاغن بيتل 2014 من ضمن ثلاث فئات؛ S الأقل إضافات، SE ، SEL كاملة الإضافات.